# Bronimir
Bronimir – imię męskie, złożone z członów Broni- ("bronić, strzec") i -mir ("pokój, spokój, dobro"). Zapisy takiego imienia nie przechowały się w dokumentach staropolskich, jednak o jego istnieniu może świadczyć przechowanie się w nazwach miejscowych – takich jak Bromierz, Bromierzyk – formy Bromir, która mogła stanowić jego formę skróconą.
Bronimir, Bromir imieniny obchodzi 20 maja.
Znane osoby noszące imię Bronimir:
- Branimir Chorwacki – książę Chorwacji
- Branimir Glavaš – chorwacki polityk
- Branimir Kostadinow – bułgarski piłkarz
- Branimir Subaşiç – serbski piłkarz
- Branimir Šćepanović – serbski pisarz